# Antonio Fanelli
Antonio Fanelli (ur. 29 maja 1966 w Bari) – włoski kolarz torowy i szosowy, brązowy medalista torowych mistrzostw świata.

## Kariera
Pierwszy sukces w karierze Antonio Fanelli osiągnął w 1984 roku, kiedy zdobył złoty medal mistrzostw kraju juniorów w szosowym wyścigu ze startu wspólnego. Dwa lata później powtórzył ten wynik w kategorii amatorów, zajmując również drugie miejsce w klasyfikacji generalnej Giro del Casentino. W 1989 roku był drugi w Coppa Sabatini, a w 1990 roku zajął trzecie miejsce w Giro dell'Appennino i Giro di Campania. Swój największy sukces Fanelli osiągnął jednak na torowych mistrzostwach świata w Walencji w 1992 roku, gdzie w wyścigu ze startu zatrzymanego wywalczył brązowy medal, ulegając jedynie Peterowi Steigerowi ze Szwajcarii i Duńczykowi Jensowi Veggerby'emu. W 1993 roku został mistrzem Włoch w tej samej konkurencji. Nigdy nie brał udziału w igrzyskach olimpijskich.